# Сан-Мартін-де-ла-Вега
Сан-Мартін-де-ла-Вега (ісп. San Martín de la Vega) — муніципалітет в Іспанії, у складі автономної спільноти Мадрид. Населення — 18 863 особи (2010).
Муніципалітет розташований на відстані близько 25 км на південний схід від Мадрида.
На території муніципалітету розташовані такі населені пункти: (дані про населення за 2010 рік)
- Лос-Анхелес: 7 осіб
- Ла-Боєріса: 10 осіб
- Госкес-де-Абахо: 14 осіб
- Госкес-де-Арріба: 0 осіб
- Ла-Мараньйоса: 160 осіб
- Сан-Мартін-де-ла-Вега: 18364 особи
- Пахарес: 0 осіб
- Ель-Пінгаррон: 66 осіб
- Вальєкільяс: 242 особи

## Демографія
Динаміка населення (INE ):

## Галерея зображень

Розташування муніципалітету у автономній спільноті Мадрид